# يون يو- جونغ
يون يو- جونغ (هانغل: 윤여정) هي ممثلة كورية جنوبية، تمتد مسيرتها في السينما والتلفزيون لأكثر من خمسة عقود. لعبت دور البطولة في العديد من المسلسلات التلفزيونية والأفلام الكورية الجنوبية المعروفة، حازت جائزة الأوسكار لأفضل ممثلة مساعدة عن دورها في فيلم Minari، في حفل توزيع جوائز الأوسكار في دورته الـ93 لتصبح بذلك أول ممثلة آسيوية تفوز بجائزة الأوسكار منذ عام 1957 والثانية في التاريخ.

## روابط خارجية
- يون يو- جونغ على موقع IMDb (الإنجليزية)
- يون يو- جونغ على موقع مونزينجر (الألمانية)
- يون يو- جونغ على موقع ألو سيني (الفرنسية)
- يون يو- جونغ على موقع أول موفي (الإنجليزية)
- يون يو- جونغ على موقع أول موفي (الإنجليزية)
- يون يو- جونغ على موقع قاعدة بيانات الأفلام السويدية (السويدية)
- يون يو- جونغ على موقع قاعدة بيانات الفيلم (الإنجليزية)
- يون يو- جونغ على موقع كينوبويسك (الروسية)